# Oléoduc Donges-Melun-Metz
Pour les articles homonymes, voir DMM.

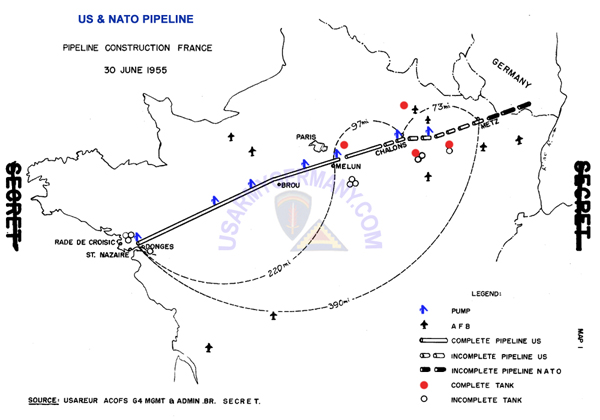
Carte de l'état de l'avancement des travaux au 30 juin 1955.

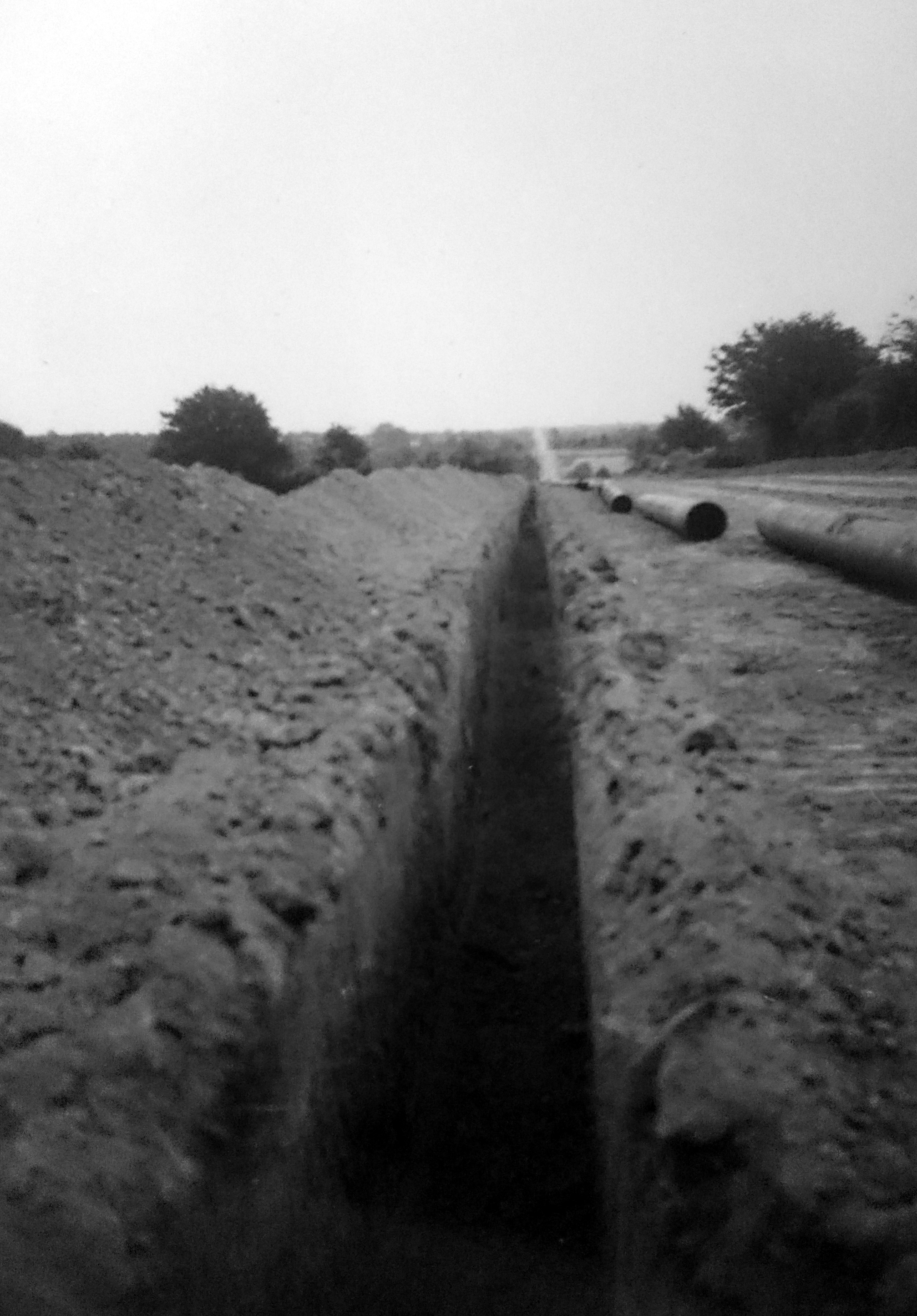
Pose du DMM aux Touches en 1958.

L’oléoduc ou pipeline Donges-Melun-Metz (DMM) est un oléoduc conçu à l'origine pour répondre aux préoccupations logistiques des forces armées des États-Unis en Europe. Il est opérationnel depuis 1956. Exploité depuis 1994 par la Société française Donges-Metz (SFDM), il est déclassé en 2023.

## Caractéristiques
En 2015, d'une longueur de 627 km, la canalisation a un diamètre nominal (DN) de 12" (323,8 millimètres) sur les 512 km entre Donges et Châlons-en-Champagne, puis de 10" (273 millimètres) sur les 16 km entre Châlons-en-Champagne et Metz (St-Baussant). Un centre de télésupervision (dispatching) situé à Avon (Seine-et-Marne), contrôle l'ensemble du système.
Les points d'entrée/connexion des produits transportés (essence super, jet fuel/pétrole lampant, gazole et fioul domestique) se situent à Donges (raffinerie Total de Donges ou par mer par un appontement du Grand port maritime de Nantes-Saint-Nazaire) ; Levesville et Champeaux (liaisons avec le LHP [Le Havre-Paris] et de là vers les raffineries et dépôts de Basse-Seine) ; Vatry (liaison avec l'ODC et de là vers Dunkerque et la zone Amsterdam-Rotterdam-Anvers) ; Saint-Baussant (liaison avec l'ODC et de là vers des raffineries du Sud-Est).
Les points de sorties sont constitués d'une part par les quatre dépôts de stockage à Donges, La Ferté-Alais, Vatry et Saint-Baussant, pour une capacité totale de stockage de plus de 900 000 m3, et d'autre part par les dépôts et pipelines connectés : dépôt de Saint-Gervais-en-Belin, dépôt EPR du Mans et diverses connexions : à Levesville vers les LHP à destination d'Orléans et de Tours ; à Champeaux vers le LHP à destination de la raffinerie Elf de Grandpuits ; à Vatry vers l'ODC à destination de Châlons-en-Champagne ; à Saint-Baussant vers l'ODC à destination du Luxembourg et de l'Allemagne.
En 2015 la SFDM a transporté plus de 3 millions de m³ de produits pétroliers expédie plus de 4 millions de m³ depuis ses gares de chargement camions.

## Historique
Le pipeline DMM a été construit entre 1954 et 1956, à la suite du décret du 26 mars 1954 paru grâce à un accord signé le  30 juin 1953 entre Georges Bidault et Douglas Dillon.
Ce pipeline, d'un diamètre nominal (DN) de 12″ puis de 10″ sur une longueur totale de 636 kilomètres, a un débit opérationnel de 12 000 m³ par jour. En outre il dispose de cinq dépôts pétroliers, dont un à Saint-Baussant en Meurthe-et-Moselle, d'une capacité totale de stockage de 1,12 million de m³ de produits.
À l'origine propriété des forces armées des États-Unis et ayant couté 57 millions de dollars au gouvernement américain, il a été utilisé en complément du réseau d'oléoducs en Centre-Europe (CEPS) de l’OTAN. En 1967, à la suite du retrait de la France du commandement intégré de l'OTAN, son exploitation a été rétrocédée à l'État français, qui l’a alors confiée à Trapil (Société des TRAnsports pétroliers par PIpeLine), y compris pour une utilisation civile.
En 1988 les Américains décident de céder totalement ce réseau à l’État français. Un désaccord entre le gouvernement américain et l'État français le 31 août 1992 entraîne la cessation des activités de transport et de stockage au profit de l'armée américaine le 31 août 1993.
De 1987 à 1992, le trafic  militaire a diminué régulièrement de 490 à 170 millions de mètres cubes kilomètres (unité multipliant les volumes transportés par les distances parcourues), à l'exception d'un ressaut en 1991 dû à la guerre du Golfe, tandis que, dans le même temps, le trafic civil augmentait de 290 à 390 millions de mètres cubes kilomètres. En 1992, il restait six sites de stockage.
À la suite d'un appel d'offres, l'État français concède, à partir du 1er octobre 1994, l'exploitation du DMM à la Société Française du Donges-Metz (SFDM) . Le 28 février 1995 un contrat entre SFDM et TRAPIL est signé pour une exploitation conjointe ; puis à compter du 1er janvier 1999, la SFDM décide de reprendre seule l'exploitation de ce pipeline.
En janvier 2022, l'État français achète la totalité des parts de la SFDM via deux arrêtés. 95,05 % des parts appartenant avant à Bolloré Energy pour un montant de 31 millions d'euros  et 4,95 % des parts appartenant au grand port maritime de Nantes-Saint-Nazaire pour un montant de 1,6 million d'euros .
Le 22 février 2023, l'oléoduc, ses équipements et ses accessoires sont déclassés et remis à la direction de l'Immobilier de l'État.